# (20339) Eileenreed
(20339) Eileenreed (1998 HM88) – planetoida z grupy pasa głównego asteroid obiegająca Słońce w ciągu 4,82 lat w średniej odległości 2,85 j.a. Odkryta 21 kwietnia 1998 roku.